# Acianthera obscura
Acianthera obscura là một loài thực vật có hoa trong họ Lan. Loài này được (A.Rich. & Galeotti) Pridgeon & M.W.Chase mô tả khoa học đầu tiên năm 2001.

## Nơi sống
Loài cây này thường sống ở Mexico (San Luis Potosí, Veracruz, Puebla, Chiapas), ưa thích những nơi có khí hậu nhiệt đới ẩm.